# Ипаумирин
Ипаумирин (порт. Ipaumirim)  —  муниципалитет в Бразилии, входит в штат Сеара. Составная часть мезорегиона Юго-центральная часть штата Сеара. Входит в экономико-статистический  микрорегион Лаврас-да-Мангабейра. Население составляет 11 727 человек на 2006 год. Занимает площадь 273,696 км². Плотность населения — 42,8 чел./км².

## История
Город основан 12 декабря 1953 года. 

## Статистика
- Валовой внутренний продукт на 2003 составляет 21.630.486,00 реалов (данные: Бразильский институт географии и статистики).
- Валовой внутренний продукт на душу населения на 2003 составляет 1.858,13 реалов (данные: Бразильский институт географии и статистики).
- Индекс развития человеческого потенциала на 2000 составляет 0,646 (данные: Программа развития ООН).

## География
Климат местности: тропический.